# Московская битва (1612)
Московская битва 1612, также известная как Битва на Девичьем поле — одно из решающих сражений Смутного времени, в ходе которого польско-литовское войско Яна Кароля Ходкевича, шедшее на Москву с целью деблокады польско-литовского гарнизона в Московском кремле, было разбито войском Второго народного ополчения. Следствием данного сражения стала капитуляция осаждённых в кремле польско-литовских войск.

## Силы сторон

### Войска Второго ополчения
Численность войск Второго ополчения не превышала 7-8 тысяч человек. Основу войска составляли пешие и конные казачьи сотни, численностью около 4 000 человек и 1 000 стрельцов. Остальная часть войска формировалась из дворянского и крестьянского ополчения. Среди дворян присутствовали и достаточно известные, в том числе Андрей Куракин, Василий Морозов, Семен Головин, Никита Одоевский, Петр Пронский, Иван Черкасский, Борис Салтыков, Иван Троекуров, Дмитрий Черкасский, братья Шереметевы и другие. Из дворян наиболее хорошо вооружены были представители Смоленска, Дорогобужа и Вязьмы. Летописи специально отмечают: «А смоляном поляки и литвы грубны искони вечные неприятел, что жили с ними поблизку и бои с ними бывали частые и литву на боех побивали». Из крестьян, мещан и простых казаков, только нижегородские ополченцы были хорошо одеты и вооружены. Остальные «мнозии ж от казатцкову чину и всякие черные люди не имущие… токмо едину пищаль да пороховницу у себя имущие», «ови убо боси, инии же нази».
Отдельную военную силу составлял отряд князя Дмитрия Трубецкого, состоявший из 2 500 казаков. Этот отряд был остатками Первого ополчения.
Главными воеводами Второго ополчения были князь Дмитрий Пожарский, Кузьма Минин, князь Иван Андреевич Хованский-Большой и князь Дмитрий Пожарский-Лопата. Из всех воевод только князь Хованский имел к этому моменту значительный военный опыт, князь Дмитрий Пожарский не имел опыта командования крупными военными силами, а князь Лопата-Пожарский до участия в ополчении воеводой ни разу не был.
Отношения лидеров Второго ополчения с князем Трубецким отличались взаимным недоверием. Ещё при подходе к Москве вожди ополчения опасались казаков Трубецкого и не знали, пойдет князь на союз или нет.
Незадолго до битвы войска князей Пожарского и Трубецкого принесли взаимные присяги. Казаки и дворяне князя Трубецкого поклялись «против врагов наших польских и литовских людей стояти». Ополченцы Минина и Пожарского в ответ «обещевахуся все, что помереть за дом православную християнскую веру».

### Войска гетмана Ходкевича
Общая численность войск гетмана Ходкевича составляла около 12 тыс. человек. Основу составляли около 8 тыс. казаков. Остальная часть войска была разбита по нескольким отрядам: около 1,4 тыс. человек в трёх отрядах, несколько сотен человек в 15 хоругвях в одном отряде, один отряд из нескольких сотен человек и личный отряд гетмана, численностью около 2 тыс. человек. Отдельно стоял гарнизон Кремля в 3 тыс. человек, с которым гетман Ходкевич поддерживал связь и старался координировать действия. Пехота гетмана была немногочисленна, насчитывая 1,5 тыс. человек: 8 сотен воинов в отряде полковника Феликса Невяровского, 4 сотни венгерских наёмников Граевского, сотня в отряде князя Самуила Корецкого, две сотни немецких наёмников в отряде самого гетмана.
Из командования выделялись сам гетман Ходкевич, успевший зарекомендовать себя талантливым военачальником, и командир казаков Александр Зборовский. Остальные командиры польско-литовских войск, включая командиров кремлёвского гарнизона хмельницкого старосту Николая Струся и мозырского хорунжего Иосифа Будило, имели значительный боевой опыт, но особыми талантами не выделялись.

## Ход сражения

### Первый этап

Разгром польских интервентов в Москве. Карта Л. Г. Бескровного (1946).

К началу сражения русские войска успели занять достаточно сильную оборонительную позицию. Русские позиции прилегали к стенам Белого города и располагались по валу, который господствовал над местностью. Левым флангом командовал князь Василий Туренин. Позиции этого отряда примыкали к Москве-реке у Чертольских ворот и Алексеевской башни. На правом фланге был расположен отряд в 400 человек под командой воевод Михаила Дмитриева и Фёдора Левашова, который стоял у Петровских ворот. У Тверских ворот расположился отряд князя Лопаты-Пожарского в 700 человек. Основные войска, под командой князя Дмитрия Пожарского, Минина и князя Хованского, были расположены у Арбатских ворот. Здесь Пожарский построил укрепленный лагерь, где разместил стрельцов. Отряд князя Трубецкого должен был защищать Замоскворечье и располагался на Воронцовом поле и у Яузских ворот. На Большой Ордынке и рядом с Замоскворецким мостом войска Трубецкого оборудовали два укрепленных лагеря. К Трубецкому из состава войск Второго ополчения были отправлены несколько конных сотен.
Князь Пожарский знал, что гетман Ходкевич будет наступать от Новодевичьего монастыря по Смоленской дороге, и расположил основные силы своей армии непосредственно на пути польско-литовских войск.
Рано утром 22 августа (1 сентября) 1612 года гетман Ходкевич со своим войском уже находился у Новодевичьего монастыря, переправившись через Москву-реку. Гетман хотел «силою большею войти в город в Арбатские и в Черторские ворота» и встретил на своем пути деревянный город Пожарского.
Первый бой завязали конные сотни. Бой шёл с первого по седьмой час дня. Гетман Ходкевич в поддержку кавалерии ввел в бой свою пехоту. Левый фланг русской армии дрогнул. «Етману же наступающу всеми людьми, князю же Дмитрию и всем воеводам, кои с ним пришли с ратными людьми, не могущу противу етмана стояти конными людьми и повеле всей рати сойти с коней». Войска Ходкевича пошли на «станы приступом». В разгар боев за «станы» кремлёвский гарнизон предпринял попытку сделать вылазки со стороны Чертольских ворот, Алексеевской башни и Водяных ворот (Тайницкая башня). Командиры гарнизона попытались отрезать часть сил Пожарского и уничтожить их, прижав к реке. Все попытки гарнизона провалились, несмотря на то, что со стен по русским велся огонь из артиллерии. Как вспоминал Будило, «в то время несчастные осаждённые понесли такой урон, как никогда».
В период этих боев князь Трубецкой продолжал занимать наблюдательную позицию. Войска князя не спешили на помощь Пожарскому, говоря: «Богаты пришли из Ярославля и одни могут отбиться от гетмана». Во второй половине дня пять сотен, которые были приданы к войскам Трубецкого князем Пожарским, и четыре казачьих атамана со своими отрядами самовольно отделились от Трубецкого и, форсировав реку, присоединились к Пожарскому. С помощью прибывшего подкрепления (около 1 000 человек) натиск польско-литовских войск удалось сломить, и гетман Ходкевич отступил, понеся большие потери. Согласно данным «Нового летописца», было собрано больше тысячи трупов солдат гетмана.
Гетман Ходкевич отошёл на исходные позиции на Поклонную гору, однако в ночь на 23 августа (2 сентября) отряд в 600 гайдуков из отряда Невяровского прорвался в Кремль через Замоскворечье. Это стало следствием предательства дворянина Григория Орлова, которому Ходкевич пообещал отдать имение князя Пожарского, но, по сути, только ухудшило положение осаждённых, так как к уже сидевшим в Кремле войскам добавились новые, которым также требовались продовольствие и вода. Одновременно с этим войска Ходкевича захватили один из укрепленных «городков» (Георгиевский острожек) у церкви св. Георгия в Яндове и «опановали» саму церковь. 23 августа (2 сентября) гетман занял Донской монастырь и начал подготовку к решающему сражению.

### Второй этап

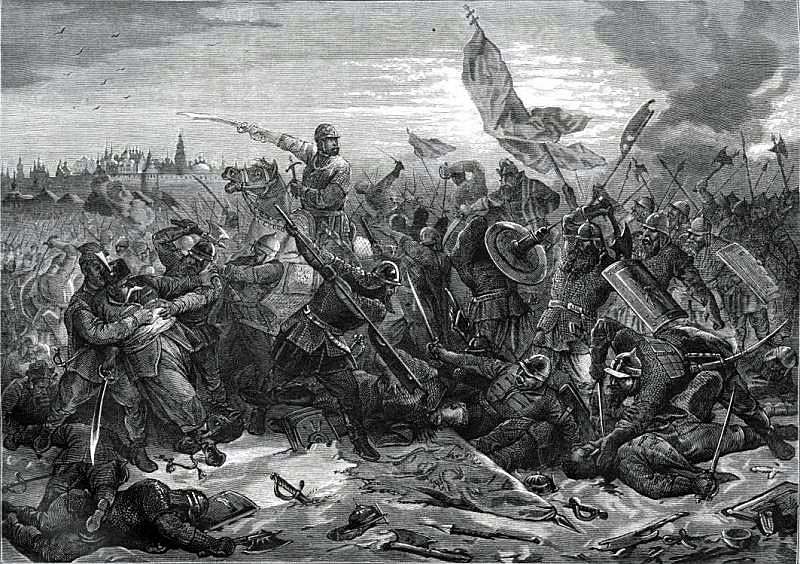
Битва князя Пожарского с гетманом Ходкевичем под Москвой

Перед решающим сражением князь Пожарский изменил позиции своих войск. Основные силы были сдвинуты на юг, к берегу Москвы-реки. Ставка самого Пожарского располагалась около церкви Ильи Обыденного (Остоженка). Сюда передвинулся и отряд князя Лопаты-Пожарского.

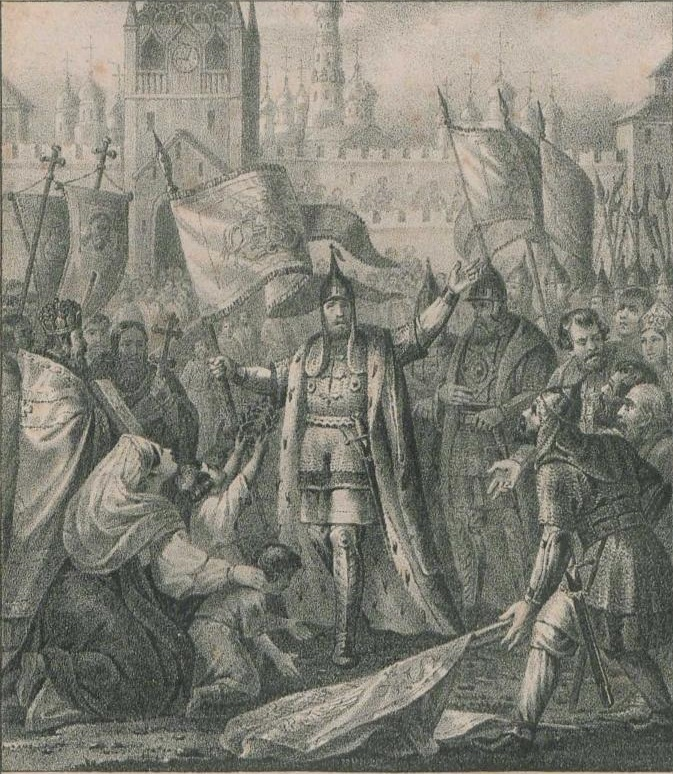
Б. А. Чориков. «Великий князь Дмитрий Пожарский освобождает Москву» (илл. к книге «Живописный Карамзин», 1836)

Главным местом боестолкновения должно было стать Замоскворечье. Здесь князь Пожарский сосредоточил значительную часть своих войск. Передней линией обороны были земляные валы с остатками деревянных укреплений. На валах было расположено ярославское ополчение, стрельцы и две пушки. За валами на Большой Ордынке у церкви св. Климента располагался хорошо укрепленный Климентьевский острог. Другой острог, Георгиевский, находился в руках гетмана Ходкевича. Местность была очень неудобна для действий кавалерии. К многочисленным ямам от разрушенных построек люди Пожарского добавили искусственно вырытые. Конные сотни Второго ополчения и часть сотен князя Трубецкого выдвинулись вперед за валы Земляного города. Основные силы Трубецкого должны были защищать Климентьевский острог, где имелось несколько пушек.
24 августа (3 сентября) 1612 года состоялось решающее сражение. Гетман Ходкевич собирался нанести главный удар со своего левого фланга. Левый фланг возглавил сам гетман. В центре наступала венгерская пехота, полк Невяровского и казаки Зборовского. Правый фланг состоял из 4 000 запорожских казаков под командой атамана Ширая. Как вспоминал позже князь Пожарский, войска гетмана шли «жестоким обычаем, надеясь на множество людей».
Конные сотни Второго ополчения в течение пяти часов сдерживали наступление гетманской армии. Наконец, они не выдержали и подались назад. Отступление конных сотен было беспорядочным, дворяне вплавь пытались перебраться на другой берег. Князь Пожарский лично покинул свой штаб и попытался остановить бегство. Это не удалось, и вскоре вся конница ушла на другой берег Москвы-реки. Одновременно центру и правому флангу гетманской армии удалось оттеснить людей Трубецкого. Все поле перед Земляным городом осталось за гетманом. После этого начался штурм полуразрушенного Земляного города. Гетманская пехота выбила русских с валов. Продолжая развивать успех, венгерская пехота и казаки Зборовского захватили Климентьевский острог и посекли всех его защитников. В захвате острога участвовал и гарнизон Кремля, который сделал вылазку для поддержки наступления. Гетман сам руководил этим наступлением. Свидетели вспоминали, что гетман «скачет по полку всюду, аки лев, рыкая на своих, повелевает крепце напрязати оружие своё».
Солдаты гетмана Ходкевича укрепились в остроге, перевезли туда 400 возов с продовольствием для кремлёвского гарнизона и водрузили знамя на церкви св. Климента. Видя такое положение дел, келарь Троице-Сергиевого монастыря Авраамий Палицын, пришедший с ополчением в Москву, отправился к казакам Трубецкого, отступавшим от острога, и обещал им выплатить жалование из монастырской казны. Как вспоминал Авраамий Палицын, казаки «убо которые от Климента святаго из острожка выбегли, и озревшися на острог святаго Климента, видеша на церкви литовские знамёна… зелоумилишася и воздохнувше и прослезившеся к Богу, — мало бе их числом, — и тако возвращщеся и устремишася единодушно ко острогу приступили, и вземше его, литовских людей всех острию меча предаша и запасы их поимаша. Прочие же литовские люди устрашишася зело и вспять возвратишася: овии во град Москву, инии же к гетману своему; казаки же гоняще и побивающе их…». Возвращением острога в полдень 24 августа закончилась первая половина битвы, после чего настал продолжительный перерыв.
В период перерыва русская «пехота легоша по ямам и по кропивам на пути, чтоб не пропустить етмана в город». Происходило это, судя по всему, по инициативе самих ополченцев, так как в руководстве царило замешательство, «стольник и воевода князь Дмитрий Михайлович Пожарский и Козьма Минин в недоумении быша». Казаки, отбившие острог, начали волноваться, укоряя бежавших с поля дворян.
Гетман, потерявший свою лучшую пехоту в сражении у Климентьевского острога, старался переформировать свои войска и снова начать наступление. Войска начали ощущать нехватку пехоты, которая была необходима для действий внутри Земляного города.
Воспользовавшись передышкой, князь Пожарский и Минин смогли успокоить и собрать войска и решили сделать попытку отнять инициативу у гетманской армии. Уговаривать казаков воеводы отправили Авраамия Палицына, который, перейдя на другой берег Москвы-реки, колокольным звоном начал собирать дезертиров. Уговорами и проповедью Палицыну удалось восстановить моральный дух казаков, которые поклялись друг другу сражаться не щадя жизней.
Вслед за этим началась крупная перегруппировка войск, которую заметили и в лагере гетмана Ходкевича. К вечеру началось контрнаступление ополченцев. Минин с эскадроном ротмистра Павла Хмелевского и тремя дворянскими сотнями переправился через Москву-реку и выступил в сторону Крымского двора. Литовская рота, стоявшая у двора, увидев противника, побежала к лагерю гетмана. Одновременно русская пехота и спешившиеся конники перешли в наступление на лагерь гетмана Ходкевича, «из ям и из кропив поидоша тиском к таборам». Польские свидетели вспоминали, что русские «всею силою стали налегать на табор гетмана».

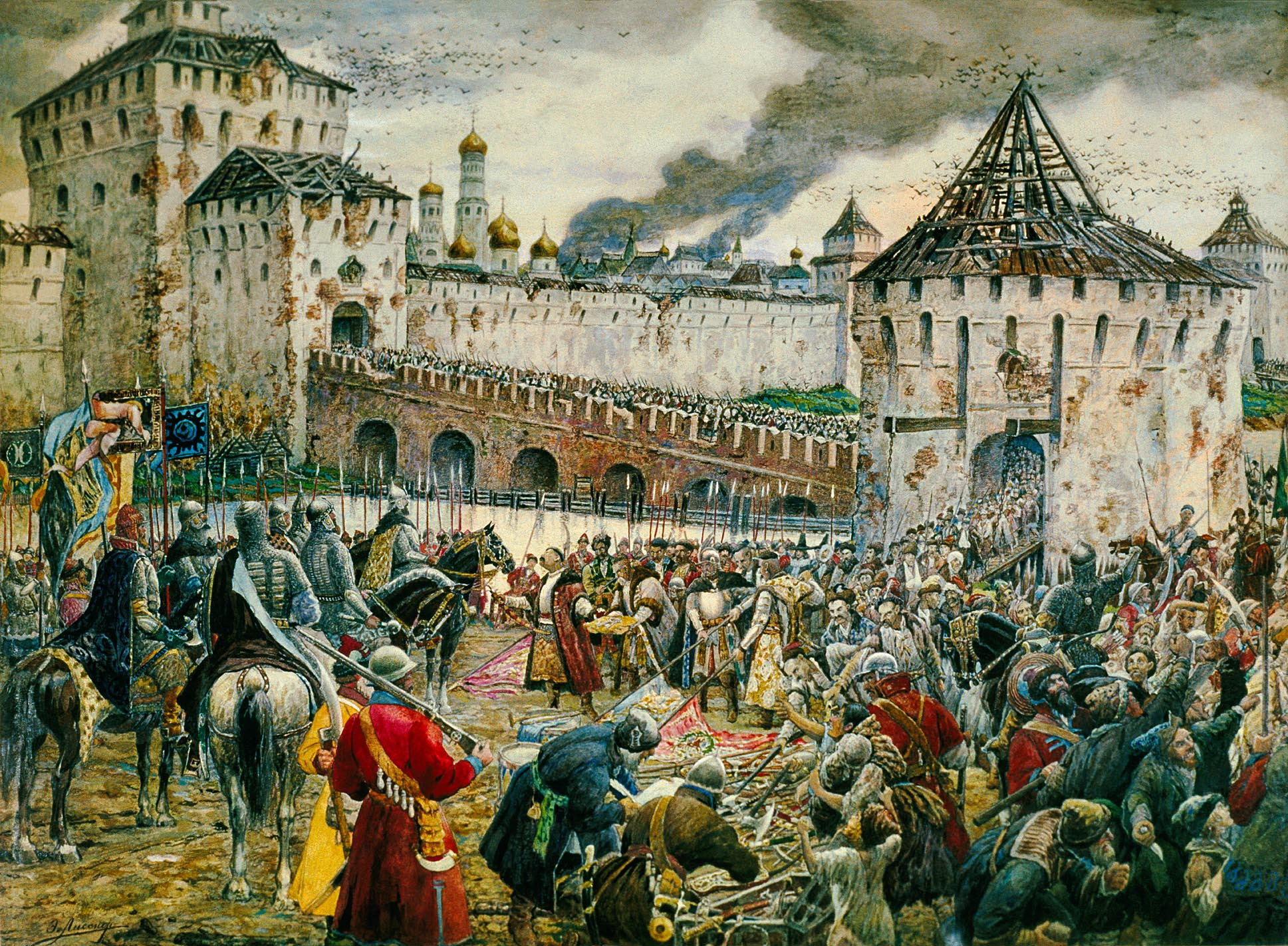
Изгнание поляков из Кремля. Э. Лисснер

Наступление велось широким фронтом на табор гетмана и валы Земляного города, где теперь уже оборонялись гетманские войска. «Приуспевшим же всем казаком к обозу у великомученицы христовы Екатерины, и бысть бой велик зело и преужасен; сурово и жестоко нападоша казаки на войско литовское: ови убо боси, инии же нази, токмо оружие имущие в руках своих и побивающие их немилостивно. И обоз у литовских людей розорвали».
Гетманские войска отступали по всему фронту. Дело завершила атака кавалерии. Победителям достались обоз, пленные, шатры, знамёна и литавры. Воеводам пришлось сдерживать своих людей, которые рвались выйти за город в преследование. Войска гетмана Ходкевича провели ночь не сходя с коней около Донского монастыря. 25 августа (4 сентября) 1612 года войска гетмана выступили в направлении Можайска и далее к границе.

## Последствия
Поражение гетмана Ходкевича на подступах к Москве предопределило падение польско-литовского гарнизона Кремля.
Эта битва стала поворотным событием Смутного времени. По словам польского хрониста XVII века Кобержицкого: «Поляки понесли такую значительную потерю, что её ничем уже нельзя было вознаградить. Колесо фортуны повернулось — надежда завладеть целым Московским государством рушилась невозвратно».

## Отражение событий в кинематографе
- «Воцарение дома Романовых» (1913).
- «Минин и Пожарский» (1939).
- «1612: Хроники смутного времени» — российский приключенческий фильм, фоном для сюжета которого являются события Смуты. Несмотря на присутствие в фильме исторических персонажей (Ксения Годунова, князь Пожарский), он является больше «костюмным», нежели «историческим», так как реальные факты и события значительно изменены и подчинены вымышленной сюжетной линии.